# The Boys (groupe américain)
Pour les articles homonymes, voir The Boys.
The Boys est un groupe américain de R&B composé des quatre frères Abdulsamad, Khiry (né en 1973), Hakim (né en 1975), Tajh (né en 1976) et Bilal (né en 1979). Le groupe, qui a commencé à chanter à Carson en Californie en 1984, peut être considéré comme un exemple précoce des boys band qui sont apparus à la fin des années 1980.

## Historique
Initialement, le groupe comprenait seulement Khiry et Hakim, mais Tajh et Bilal ont rejoint le groupe quand ils ont commencé les concerts publics. Ils ont débuté sur la plage de Venice, un quartier de Los Angeles en Californie, et ils ont rapidement gagné plus de 50 dollars. Ils se rendaient régulièrement sur cette plage où ils faisaient des concerts hebdomadaires en 1984 ce qui leur a permis de gagner plus de 12 000 dollars en 16 spectacles.
Compte tenu du jeune âge des membres du groupe, ils ne jouaient que lors des vacances estivales soutenus et poussés par leurs parents qui ont tenté d'en faire un groupe plus productif. En 1986, The Boys a essayé de faire des disques. Il a commencé à faire des radios-crochets et des concerts privés et c'est à l'occasion de l'un de ces spectacles que le présentateur a demandé leur mère quel était le nom du groupe. Elle a répondu « my boys » avant de rectifier en disant « The Boys » et le nom est resté.
Par la suite, le groupe adressa une démo à des labels tels que MCA Records, la Motown et Solar Records qui leur firent tous une offre. Finalement, c'est le groupe signe avec Jheryl Busby, alors employé chez MCA Records. Toutefois, lorsque MCA a acheté la Motown, le groupe s'est retrouvé sous le label Motown. Ils sont apparus dans une vidéo musicale appelée Rockin' Robin qui faisait partie de la vidéo de chansons pour enfants Une journée avec les animaux.
Le groupe était très autonome, écrivant et produisant sa propre musique. Le groupe se lia d'amitié avec Kenneth Edmonds dit « Babyface » en 1985, lorsque celui-ci commençait à devenir connu pour son travail dans le groupe Le Deele. En collaboration avec L.A. Reid, les deux hommes composèrent pour The Boys les morceaux Lucky Charm, A Little Romance et Dial My Heart. Ce dernier titre connu un véritable succès public puisqu'il fut classé numéro 1 des charts R&B en 1988. La même année, The Boys sort son premier album, Messages From The Boys, dont le second single, Lucky Charm de Babyface, fut en tête des charts R&B en 1989.
En 1990, The Boys sort son deuxième album éponyme The Boys qui connait un réel succès, le titre Crazy devenant numéro 1 la même année. Pendant un temps, le single fut aussi utilisé dans les publicités de Pepsi-Cola ce qui aida le groupe à s'établir davantage.
Le groupe apparu dans plusieurs émissions télévisées notamment Showtime at the Apollo (1988), Fun House sur la Fox (1989), A different world (1992) ainsi qu'à la sitcom Amen, et ils participèrent à la tournée des New Kids on the Block de 1989. Ils sont également apparus dans le late-night show Arsenio Hall Show à l'occasion duquel Khiry expliqua à l'animateur Arsenio Hall que son frère Tajh jouerait le rôle de Kunta Kinte enfant dans la mini-série Racines.
En 1993, le contrat du groupe avec la Motown arrivait à terme et on leur a offert un nouveau contrat de six ans. Toutefois, le groupe n'avait pas apprécié que le label ne les ait pas soutenu lors de l'album The saga continue ... qu'il a auto-produit.

Dans le courant des années 90, les membres du groupe se sont installés en Afrique de l'Ouest, en Gambie, où ils ont mis sur pied un studio d'enregistrement. Tout en apprenant la langue maternelle du pays, le groupe a commencé à développer un nouveau son et devint connu sous le nom  The Suns of Light. Le groupe continue à sortir régulièrement des albums.

## Discographie
Albums
- 1988 : Messages From The Boys
- 1990 : The Boys
- 1992 : The saga continue ...